# Bourg-en-Bresse
Bourg-en-Bresse (francosko: [buʁk‿ɑ̃ bʁɛs] ; arpitansko Bôrg) je prefektura departmaja Ain v regiji Auvergne - Rona - Alpe v vzhodni Franciji. Je 70 km severovzhodno od Lyona in je glavno mesto starodavne province Bresse (arpitansko Brêsse). Leta 2018 je imela občina 41.248 prebivalcev.

## Geografija
Bourg-en-Bresse leži na zahodni francoski strani Švicarske Jure na levem bregu reke Reyssouze. Njen pritok Jugnon teče skozi severovzhodni del občine. Od Lyona je oddaljen 70 km, od Lons-le-Sauniera pa 50 km, Mâcon 30 kilometrov zahodno in Ženeva 120 kilometrov vzhodno od mesta.
Občina ima relativno raven teren, njena nadmorska višina se giblje od 220 do 273 m, mestna hiša pa je na 227 m. Je vzhodno od Bressejskega jarka, ki je nastal zaradi zrušitve Zahodnoevropske riftne doline v terciarju, ki so jo zapolnili usedline zaradi erozije okoliških reliefnih oblik.
V obdobju oligocena in miocena so nastale Alpe, geološki pojav, ki je podpiral Jurski masiv proti Bressejskemu jezeru in nagubal dno rezervoarja, s čimer je ustvaril ta hribovit teren z zelo majhnimi spremembami višine. Na jugu se je oblikovala odprtina, jezero se je posušilo in nato izginilo, prepustilo se je mokrim in močvirnatim tlom.
Na vzhodu naravna regija Revermont in njene gore označujejo začetek Jurskega masiva in prelom z Bressejsko ravnino.

### Podnebje
Leta 2010 je bilo podnebje občine degradiranega oceanskega tipa osrednjih in severnih nižin, je pokazala študija Nacionalnega centra za znanstvene raziskave, ki je temeljila na vrsti podatkov, ki zajemajo obdobje 1971–2000. Leta 2020 je Météo-France objavil tipologijo podnebja metropolitanske Francije, v kateri se občina nahaja v prehodnem območju med polkontinentalnim podnebjem in gorskim podnebjem ter v podnebni regiji Burgundija, dolina Saône, za katero so značilni obilje osončenosti (1900 ur/leto), vroče poletje (18,5 °C), suh zrak spomladi in poleti ter šibek veter.

## Zgodovina
Razen številnih rimskih izkopavanj je o zgodnji zgodovini mesta znanega le malo. V Bourgu so odkrili fragmente napisov, kovancev in starodavnih ostankov, zbranih v različnih obdobjih, ki so razkrili dve naselbini: vas v Brouju okoli fanuma in utrdbo, preurejeno v fevdalni grad, ki se nahaja na današnjem Place des Lices. Vendar se ime Bourg pojavi šele v 11. stoletju in v 11. stoletju se je to ime še vedno uporabljalo le za vas brez ranga v cerkveni hierarhiji.
Srednjeveško obdobje je bolj znano. Vas je bila odvisna od župnije Saint-Pierre-de-Brou in je imela podeželsko kapelo, posvečeno Notre-Dame. Na začetku 13. stoletja so jo gospodje iz Bâgéja obdali z obzidjem in zaščitili z gradom. Od leta 1230 do 1242 je bila vključena v doto Aleksandrine de Vienne, žene Ulrika III., gospoda iz Bâgéja, in marca 1250 ji je bila podeljena franšizna listina. V srednjem veku se je Bourg razširil na pobočja planote. Leta 1266 je Filip I. Savojski podedoval mesto Bourg in okoliška zemljišča od Renauda V. Bagéjskega. Usoda mesta je bila od leta 1272 naprej povezana z usodo Savojske hiše, kar je prineslo njegovo ponovno širitev.
Bourg-en-Bresse je mestne pravice dobil leta 1250. Leta 1283 se je tam vojvoda Burgundski pridružil princu Amadeu V. Savojskemu. Savojski vojvode so ga izbrali za glavno mesto Bresse namesto Bâgéja in od leta 1321 je postal središče okrožja Bresse. Do leta 1300 je njegova prvo obzidje z nasipom in jarki že postalo preozko. Amadej IV. Savojski je odobril in spodbudil njegovo širitev. Večji in močnejši nasip je tako obdajal mesto od druge polovice 15. stoletja. Takrat je imelo približno 3700 prebivalcev.
Na začetku 15. stoletja so ga savojski vojvode razglasili za glavno mesto province Bresse. Leta 1535 je Bourg-en-Bresse padel pod Francijo, a ga je ponovno zavzel vojvoda Emmanuel Filibert. Mesto je dal utrditi in prestalo je šestmesečno obleganje čet Henrika IV. Še vedno obstajajo številne meščanske rezidence iz tega obdobja, vključno z manjšimi, kot je hiša na naslovu 30 Rue de la République. Leta 1601 je bil Bourg-en-Bresse dokončno predan Franciji.

### Renesansa
Na začetku 16. stoletja je Margareta Avstrijska naročila gradnjo kraljevega samostana Brou. Leta 1536 so mesto zavzeli Francozi. Franc I. Francoski je tam dal zgraditi moderno obzidje z bastijoni in jarki, ki je varovalo 6000 prebivalcev Bourga. Leta 1559 je Bourg, ko je vojvoda Emanuel-Filibert Savojski ponovno zavzel mesto, postal trdnjava. Zgradil je citadelo, znano kot Fort Saint-Maurice, ki je bila ena najimpozantnejših tistega časa, tako da je mesto leta 1600 prestalo šestmesečno obleganje čet Henrika IV. Ta trdnjava je služila kot vzor za obleganje Torina in Amiensa. Francosko-savojska pogodba, podpisana v Lyonu leta 1601, je pomenila vrnitev Bresseja Franciji. Citadela, ki ni bila več potrebna, je bila leta 1644 porušena.
Bourg je ostal preprosta kaplanija Brouja do leta 1505, ko je bula papeža Julija II. odobrila prenos župnije. Kapela Notre-Dame, ki je bila preveč skromna za svoj župnijski naziv, je bila nato preoblikovana v cerkev, ki jo vidimo danes. Društvo osemindvajsetih duhovnikov, vsi domačini iz Bourga, je ostalo povezano z njo, tako kot so že dolgo bili s staro kapelo, in tvorilo kapitelj kratkotrajne škofije. To škofijo, ki je vključevala Bresse, Dombes, del Bugeya in Franche-Comté, je ustanovil papež Leon X. junija 1515, jo preklical septembra 1516, ponovno ustanovil 13. novembra 1521 in jo nato dokončno ukinil papež Pavel III. januarja 1534.
Sedež sta imela dva škofa: Louis de Gorrevod in Jean-Philibert de Challes. Kapitelj je preživel škofijo. Sestavljali so ga trije dostojanstveniki: prošt, precentor in zakristan ter trinajst kanonikov.
Vladavina Ludvika XV. je preoblikovala prestolnico Bresse. Močvirja so izsušili, ulice tlakovali in osvetlili, obzidje porušili in postavili številne stavbe, vključno z mestno hišo.
V Bourgu je bilo do pet moških samostanov in štirje ženski, med njimi dominikanski, kapucinski, avguštinski, Samostan misijonark Saint-Lazare.
Bourg je bil vedno zelo pismeno mesto. Imel je dve učeni družbi: Société d'Émulation, ki je bila ustanovljena februarja 1783, in Société littéraire, historique et archéologique, ustanovljeno leta 1872.
Pred letom 1790 je bil Bourg sedež okrožja in volitev.

### Sodobnost
Leta 1790 je mesto postalo glavno mesto okrožja in departmaja.
Leta 1814 so avstrijske čete mesto izropale v povračilo za njihov odpor.
28. oktobra 1839 je bil Sébastien-Benoît Peytel, literarni kritik, ki je leta 1838 postal notar v Ainu, kljub podpori Honoréja de Balzaca, Paula Gavarnija in Alphonsa de Lamartina na sejmišču usmrčen z giljotino.
Mesto je bilo leta 1856 z odprtjem proge od Lyon-Saint-Clair do Bourg-en-Bresse priključeno na železnico. Železniška postaja in okrožje Bel Air sta se urbanizirala, mesto pa se je podvojilo in doseglo 10.000 prebivalcev.
Med drugo svetovno vojno so Bourg-en-Bresse 16. junija 1940 napadli trije nemški bombniki. Trinajst ljudi je bilo ubitih, več stavb pa poškodovanih ali uničenih. Polovica prebivalstva je nato pobegnila iz mesta. 19. junija 1940 se je Wehrmacht začasno vselil v Bourg, potem ko je bil razglašen za odprto mesto, ne da bi naletel na kakršen koli odpor. Begunci so se vrnili v dneh po 25. juniju. Po predaji francoskih oboroženih sil je Bourg sprva pripadal svobodni coni (Cone Libre), ki jo je upravljal vichyjski režim. Novembra 1942 so mesto za skoraj dve leti ponovno zasedle nemške čete v okviru operacije Anton. 4. septembra 1944 je Bourg-en-Bresse osvobodila ameriška vojska.
Šola Lycée Lalande v Bourg-en-Bresseju je bila z odlokom z dne 3. oktobra 1946 odlikovana z medaljo upora (Médaille de la Résistance), ker se je v letih nemške okupacije Francije skoraj 200 dijakov te srednje šole pridružilo odporu oziroma prvi francoski armadi. Približno 30 dijakov je umrlo v boju. Lycée Lalande je edina šola v Franciji, ki je prejela to odlikovanje.

## Administracija
Ko so bili med francosko revolucijo ustanovljeni departmaji, je bil Bourg vključen v departma Ain in postal njegovo glavno mesto. Občina je od svoje ustanovitve dom prefekture departmaja Ain, pa tudi sodišča. Prej je bil prefekt nastanjen v deželni mestni hiši, od leta 1860 pa sta prefekt in njegove službe nastanjena v novi stavbi ob aveniji Alsace-Lorraine.
Med letoma 1790 in 1795 je postala občina kantona, katerega glavno mesto je bila in je spadalo v istoimensko okrožje. Po koncu tega obdobja je Bourg ostal v istem kantonu, vendar je postal glavno mesto okrožja, ki nosi njegovo ime.
Meje tega kantona, ki je postal veliko bolj naseljen kot mnogi podeželski kantoni, so se spremenile šele leta 1973 z delitvijo enotnega kantona na tri (Bourg-en-Bresse I, Bourg-en-Bresse II in Bourg-en-Bresse III)[69]. Vsak od teh treh novih kantonov je združil del Bourga z oddaljenimi občinami.
Ti trije kantoni so bili leta 1982 ukinjeni in so oblikovali štiri nove kantone, enega, ki je sestavljen iz dela mesta (Bourg-Nord-Centre), dva, ki sta združila del mesta z eno ali dvema primestnima občinama (Bourg-Est in Bourg-Sud), in zadnjega, ki je sestavljen izključno iz primestnih občin (Bourg-Couronne)[70]. Končna prerazporeditev okrožij decembra 1984 je kantona Bourg-Est in Sud odstranila iz primestnih občin, ki so bile jima priključene[71]; Od leta 1985 do 2015 je bil Bourg-en-Bresse razdeljen na tri kantone, ki so bili v celoti sestavljeni iz delov te občine.
Marca 2015 je med departmajskimi volitvami začel veljati odlok z dne 13. februarja 2014 o kantonalni prerazporeditvi kantonov Ain. Občina je bila razdeljena na dva kantona, od katerih je eden (Bourg-en-Bresse-1) vseboval eno primestno občino, drugi (Bourg-en-Bresse-2) pa tri.
Od 1. januarja 2024 je Bourg-en-Bresse kategoriziran kot vmesno urbano središče v skladu z novo 7-stopenjsko mrežo gostote občin, ki jo je leta 2022 opredelil INSEE. Spada v urbano enoto Bourg-en-Bresse, znotrajoddelčno aglomeracijo, katere mestno središče je. Poleg tega je občina del okrožja Bourg-en-Bresse, katerega osrednja občina je.[Opomba 1],[26] To območje, ki vključuje 80 občin, je kategorizirano kot območje s 50.000 do manj kot 200.000 prebivalci.
Poleg triindvajsetih mestnih četrti ima občinsko mesto Bourg-en-Bresse osemnajst sosesk: Cenor Grand Challes, Sardières, Citadel, Mail, Peloux, Gare, Brou, Baudières, Prefecture, Champ-de-Foire, City Center, Vennes-Ouest, Vennes-Est, Croix-Blanche, Reyssouze-Est, Reyssouze-Ouest, Alagnier in Pont-des-Chèvres. Mesto vključuje tudi prednostno sosesko, imenovano Grande Reyssouze-Terre des Fleurs s 6490 prebivalci leta 2018.

## Znamenitosti
Stolnica Bourg-en-Bresse, znana tudi kot cerkev Notre-Dame (Cathédrale Notre-Dame-de-l'Annonciation de Bourg-en-Bresse), ki izvira iz 16. stoletja, ima pročelje, zgrajeno v renesansi; drugi deli cerkve so gotski. V notranjosti so korne klopi iz 16. stoletja.
Druge javne stavbe, vključno s čudovito prefekturo, so moderne. Mestna hiša vsebuje knjižnico in muzej Lorin z zbirko slik, drug muzej pa ima zbirko starih kostumov in okraskov, značilnih za Bresse. Med kipi v mestu je kip zgodovinarja Edgarja Quineta, domačina iz Bourg-en-Bresse.
Kraljevi samostan Brou, poimenovan po primestnem naselju Bourg-en-Bresse, v katerem leži, je zelo umetniško zanimiv. Margareta Burbonska, žena Filipa II. Savojskega, je nameravala na tem mestu ustanoviti samostan, a je umrla, preden se je njen namen lahko uresničil. Cerkev je bila dejansko zgrajena v začetku 16. stoletja po naročilu njene snahe Margarete Avstrijske, žene Filiberta Lepega Savojskega, v spomin na svojega moža.
Zunanjost, zlasti fasada, je bogato okrašena, vendar je največje zanimanje v umetniških delih v notranjosti, ki izvirajo iz leta 1532. Najpomembnejši so trije mavzoleji z marmornatimi podobami Margarete Burbonske, Filiberta Lepega in Margarete Avstrijske. Vsi trije so izjemni zaradi popolnosti kiparstva in bogastva ornamentike. Korna pregrada, hrastove klopi in retabel v kapeli Device Marije so mojstrovine v podobnem slogu. Samostan ima tri križne hodnike iz začetka 16. stoletja. Cerkev in križni hodnik sta zaščitena spomenika.[8]

## Mednarodne povezave
Bourg-en-Bresse je pobraten z:
- Bad Kreuznach, Nemčija
- Aylesbury, Združeno kraljestvo
- San Severo, Italija
- Parma, Italija
- Namur, Belgija
- Brzeg, Poljska
- El Kef, Tunizija

## Zunanje zadeve
- uradna stran (francosko)